# Paroy (Seine-et-Marne)
Paroy település Franciaországban, Seine-et-Marne megyében. Lakosainak száma 184 fő (2022. január 1.). Paroy Jutigny, Luisetaines, Les Ormes-sur-Voulzie, Savins, Sigy és Thénisy községekkel határos.

## Népesség
A település népességének változása:
| Lakosok száma | 179  | 174  | 176  | 167  | 163  | 159  | 167  | 176  | 184  |
|               | 2013 | 2015 | 2016 | 2017 | 2018 | 2019 | 2020 | 2021 | 2022 |